# Svetovno prvenstvo v hokeju na ledu 1990
Svetovno prvenstvo v hokeju na ledu 1990 je bilo štiriinpetdeseto Svetovno prvenstvo v hokeju na ledu. Potekalo je med 20. marcem in 2. majem 1990 v Bernu in Freiburgu, Švica (skupina A), Lyonu in Megèvu, Francija (skupina B), Budimpešti, Madžarska (skupina C) ter Cardiffu, Wales, Združeno kraljestvo (skupina D). Zlato medaljo je osvojila sovjetska reprezentanca, srebrno švedska, bronasto pa češkoslovaška, v konkurenci osemindvajsetih reprezentanc, šestindvajsetič tudi jugoslovanske, ki je osvojila sedemnajsto mesto in se uvrstila v skupino B. To je bil za sovjetsko reprezentanco dvaindvajseti in zadnji naslov svetovnega prvaka. 

## Dobitniki medalj
| Zlato | Srebro | Bron |
| Sovjetska zvezaArtūrs Irbe Sergej Milnikov Vladimir Miškin Ilja Bjakin Vjačeslav Fetisov Aleksej Gusarov Vladimir Konstantinov Igor Kravčuk Vladimir Malahov Mihail Tatarinov Pavel Bure Vjačeslav Bikov Jevgenij Davidov Sergej Fjodorov Andrej Homutov Dimitrij Hristič Valerij Kamenski Jurij Leonov Sergej Makarov Sergej Nemčinov Sergej Prjahin Aleksander Semak Viktor Tjumenev | ŠvedskaRolf Ridderwall Peter Äslin Fredrik Andersson Tomas Jonsson Magnus Svensson Anders Eldebrink Pär Djoos Ulf Samuelsson Tommy Samuelsson Peter Andersson Thomas Eriksson Thomas Rundqvist Håkan Loob Magnus Roupé‎ Patrik Erickson Anders Carlsson Johan Garpenlöv Mikael Johansson Kent Nilsson Per-Erik Eklund Johan Strömwall Anders Huss Mats Sundin | ČeškoslovaškaDominik Hašek Petr Bříza Eduard Hartmann Antonín Stavjaňa Bedřich Ščerban Drahomír Kadlec František Procházka Mojmír Božík Jerguš Bača Leo Gudas Robert Kron Oto Haščák Zdeno Cíger Libor Dolana Martin Hosták Ladislav Lubina Tomáš Jelínek Jiří Hrdina Jiří Doležal Jaromír Jágr Robert Reichel Bobby Holík Jiří Kučera |

## Tekme

### SP Skupine A

#### Predtekmovanje
Prve štiri reprezentance so se uvrstile v boj za 1. do 4. mesto, ostale v boj za obstanek.
| 16. april 1990 | Sovjetska zveza | 9:1 | Norveška | Bern, Švica |

| Poročilo tekme      | Poročilo tekme | Poročilo tekme | Poročilo tekme | Poročilo tekme |
| ------------------- | -------------- | -------------- | -------------- | -------------- |
| Začetek: ni podatka |                |                |                |                |

| 16. april 1990 | Kanada | 5:1 | Zahodna Nemčija | Freiburg, Švica |

| Poročilo tekme      | Poročilo tekme | Poročilo tekme | Poročilo tekme | Poročilo tekme |
| ------------------- | -------------- | -------------- | -------------- | -------------- |
| Začetek: ni podatka |                |                |                |                |

| 16. april 1990 | Švedska | 4:2 | Finska | Bern, Švica |

| Poročilo tekme      | Poročilo tekme | Poročilo tekme | Poročilo tekme | Poročilo tekme |
| ------------------- | -------------- | -------------- | -------------- | -------------- |
| Začetek: ni podatka |                |                |                |                |

| 16. april 1990 | Češkoslovaška | 7:1 | ZDA | Freiburg, Švica |

| Poročilo tekme      | Poročilo tekme | Poročilo tekme | Poročilo tekme | Poročilo tekme |
| ------------------- | -------------- | -------------- | -------------- | -------------- |
| Začetek: ni podatka |                |                |                |                |

| 17. april 1990 | Sovjetska zveza | 5:2 | Zahodna Nemčija | Bern, Švica |

| Poročilo tekme      | Poročilo tekme | Poročilo tekme | Poročilo tekme | Poročilo tekme |
| ------------------- | -------------- | -------------- | -------------- | -------------- |
| Začetek: ni podatka |                |                |                |                |

| 17. april 1990 | Kanada | 6:3 | ZDA | Bern, Švica |

| Poročilo tekme      | Poročilo tekme | Poročilo tekme | Poročilo tekme | Poročilo tekme |
| ------------------- | -------------- | -------------- | -------------- | -------------- |
| Začetek: ni podatka |                |                |                |                |

| 17. april 1990 | Švedska | 4:3 | Norveška | Freiburg, Švica |

| Poročilo tekme      | Poročilo tekme | Poročilo tekme | Poročilo tekme | Poročilo tekme |
| ------------------- | -------------- | -------------- | -------------- | -------------- |
| Začetek: ni podatka |                |                |                |                |

| 17. april 1990 | Češkoslovaška | 4:2 | Finska | Bern, Švica |

| Poročilo tekme      | Poročilo tekme | Poročilo tekme | Poročilo tekme | Poročilo tekme |
| ------------------- | -------------- | -------------- | -------------- | -------------- |
| Začetek: ni podatka |                |                |                |                |

| 19. april 1990 | Češkoslovaška | 9:1 | Norveška | Bern, Švica |

| Poročilo tekme      | Poročilo tekme | Poročilo tekme | Poročilo tekme | Poročilo tekme |
| ------------------- | -------------- | -------------- | -------------- | -------------- |
| Začetek: ni podatka |                |                |                |                |

| 19. april 1990 | Kanada | 6:5 | Finska | Bern, Švica |

| Poročilo tekme      | Poročilo tekme | Poročilo tekme | Poročilo tekme | Poročilo tekme |
| ------------------- | -------------- | -------------- | -------------- | -------------- |
| Začetek: ni podatka |                |                |                |                |

| 19. april 1990 | Sovjetska zveza | 10:1 | ZDA | Freiburg, Švica |

| Poročilo tekme      | Poročilo tekme | Poročilo tekme | Poročilo tekme | Poročilo tekme |
| ------------------- | -------------- | -------------- | -------------- | -------------- |
| Začetek: ni podatka |                |                |                |                |

| 19. april 1990 | Švedska | 6:0 | Zahodna Nemčija | Bern, Švica |

| Poročilo tekme      | Poročilo tekme | Poročilo tekme | Poročilo tekme | Poročilo tekme |
| ------------------- | -------------- | -------------- | -------------- | -------------- |
| Začetek: ni podatka |                |                |                |                |

| 20. april 1990 | Kanada | 8:0 | Norveška | Bern, Švica |

| Poročilo tekme      | Poročilo tekme | Poročilo tekme | Poročilo tekme | Poročilo tekme |
| ------------------- | -------------- | -------------- | -------------- | -------------- |
| Začetek: ni podatka |                |                |                |                |

| 20. april 1990 | Švedska | 6:1 | ZDA | Bern, Švica |

| Poročilo tekme      | Poročilo tekme | Poročilo tekme | Poročilo tekme | Poročilo tekme |
| ------------------- | -------------- | -------------- | -------------- | -------------- |
| Začetek: ni podatka |                |                |                |                |

| 20. april 1990 | Češkoslovaška | 3:0 | Zahodna Nemčija | Freiburg, Švica |

| Poročilo tekme      | Poročilo tekme | Poročilo tekme | Poročilo tekme | Poročilo tekme |
| ------------------- | -------------- | -------------- | -------------- | -------------- |
| Začetek: ni podatka |                |                |                |                |

| 20. april 1990 | Sovjetska zveza | 6:1 | Finska | Bern, Švica |

| Poročilo tekme      | Poročilo tekme | Poročilo tekme | Poročilo tekme | Poročilo tekme |
| ------------------- | -------------- | -------------- | -------------- | -------------- |
| Začetek: ni podatka |                |                |                |                |

| 22. april 1990 | ZDA | 6:3 | Zahodna Nemčija | Bern, Švica |

| Poročilo tekme      | Poročilo tekme | Poročilo tekme | Poročilo tekme | Poročilo tekme |
| ------------------- | -------------- | -------------- | -------------- | -------------- |
| Začetek: ni podatka |                |                |                |                |

| 22. april 1990 | Sovjetska zveza | 1:3 | Švedska | Bern, Švica |

| Poročilo tekme      | Poročilo tekme | Poročilo tekme | Poročilo tekme | Poročilo tekme |
| ------------------- | -------------- | -------------- | -------------- | -------------- |
| Začetek: ni podatka |                |                |                |                |

| 22. april 1990 | Finska | 3:3 | Norveška | Freiburg, Švica |

| Poročilo tekme      | Poročilo tekme | Poročilo tekme | Poročilo tekme | Poročilo tekme |
| ------------------- | -------------- | -------------- | -------------- | -------------- |
| Začetek: ni podatka |                |                |                |                |

| 22. april 1990 | Kanada | 5:3 | Češkoslovaška | Bern, Švica |

| Poročilo tekme      | Poročilo tekme | Poročilo tekme | Poročilo tekme | Poročilo tekme |
| ------------------- | -------------- | -------------- | -------------- | -------------- |
| Začetek: ni podatka |                |                |                |                |

| 23. april 1990 | ZDA | 9:4 | Norveška | Bern, Švica |

| Poročilo tekme      | Poročilo tekme | Poročilo tekme | Poročilo tekme | Poročilo tekme |
| ------------------- | -------------- | -------------- | -------------- | -------------- |
| Začetek: ni podatka |                |                |                |                |

| 23. april 1990 | Finska | 4:2 | Zahodna Nemčija | Bern, Švica |

| Poročilo tekme      | Poročilo tekme | Poročilo tekme | Poročilo tekme | Poročilo tekme |
| ------------------- | -------------- | -------------- | -------------- | -------------- |
| Začetek: ni podatka |                |                |                |                |

| 23. april 1990 | Kanada | 3:1 | Švedska | Bern, Švica |

| Poročilo tekme      | Poročilo tekme | Poročilo tekme | Poročilo tekme | Poročilo tekme |
| ------------------- | -------------- | -------------- | -------------- | -------------- |
| Začetek: ni podatka |                |                |                |                |

| 23. april 1990 | Sovjetska zveza | 4:1 | Češkoslovaška | Bern, Švica |

| Poročilo tekme      | Poročilo tekme | Poročilo tekme | Poročilo tekme | Poročilo tekme |
| ------------------- | -------------- | -------------- | -------------- | -------------- |
| Začetek: ni podatka |                |                |                |                |

| 25. april 1990 | Zahodna Nemčija | 3:7 | Norveška | Bern, Švica |

| Poročilo tekme      | Poročilo tekme | Poročilo tekme | Poročilo tekme | Poročilo tekme |
| ------------------- | -------------- | -------------- | -------------- | -------------- |
| Začetek: ni podatka |                |                |                |                |

| 25. april 1990 | Finska | 1:2 | ZDA | Bern, Švica |

| Poročilo tekme      | Poročilo tekme | Poročilo tekme | Poročilo tekme | Poročilo tekme |
| ------------------- | -------------- | -------------- | -------------- | -------------- |
| Začetek: ni podatka |                |                |                |                |

| 26. april 1990 | Švedska | 5:1 | Češkoslovaška | Bern, Švica |

| Poročilo tekme      | Poročilo tekme | Poročilo tekme | Poročilo tekme | Poročilo tekme |
| ------------------- | -------------- | -------------- | -------------- | -------------- |
| Začetek: ni podatka |                |                |                |                |

| 26. april 1990 | Sovjetska zveza | 3:3 | Kanada | Bern, Švica |

| Poročilo tekme      | Poročilo tekme | Poročilo tekme | Poročilo tekme | Poročilo tekme |
| ------------------- | -------------- | -------------- | -------------- | -------------- |
| Začetek: ni podatka |                |                |                |                |

##### Lestvica
OT-odigrane tekme, z-zmage, n-neodločeni izidi, P-porazi, DG-doseženo goli, PG-prejeti goli, GR-gol razlika, T-točke.
| #  | Reprezentanca   | OT | Z | N | P | DG | PG | GR  | T  |
| -- | --------------- | -- | - | - | - | -- | -- | --- | -- |
| 1. | Kanada          | 7  | 6 | 1 | 0 | 36 | 16 | +20 | 13 |
| 2. | Švedska         | 7  | 6 | 0 | 1 | 29 | 11 | +18 | 12 |
| 3. | Sovjetska zveza | 7  | 5 | 1 | 1 | 38 | 12 | +26 | 11 |
| 4. | Češkoslovaška   | 7  | 4 | 0 | 3 | 28 | 18 | +10 | 8  |
| 5. | ZDA             | 7  | 3 | 0 | 4 | 23 | 37 | -14 | 6  |
| 6. | Finska          | 7  | 1 | 1 | 5 | 18 | 27 | -9  | 3  |
| 7. | Norveška        | 7  | 1 | 1 | 5 | 19 | 45 | -26 | 3  |
| 8. | Zahodna Nemčija | 7  | 0 | 0 | 7 | 11 | 36 | -25 | 0  |

#### Boj za obstanek
| 27. april 1990 | Finska | 8:1 | Norveška | Bern, Švica |

| Poročilo tekme      | Poročilo tekme | Poročilo tekme | Poročilo tekme | Poročilo tekme |
| ------------------- | -------------- | -------------- | -------------- | -------------- |
| Začetek: ni podatka |                |                |                |                |

| 27. april 1990 | ZDA | 5:3 | Zahodna Nemčija | Bern, Švica |

| Poročilo tekme      | Poročilo tekme | Poročilo tekme | Poročilo tekme | Poročilo tekme |
| ------------------- | -------------- | -------------- | -------------- | -------------- |
| Začetek: ni podatka |                |                |                |                |

| 29. april 1990 | Finska | 1:1 | Zahodna Nemčija | Bern, Švica |

| Poročilo tekme      | Poročilo tekme | Poročilo tekme | Poročilo tekme | Poročilo tekme |
| ------------------- | -------------- | -------------- | -------------- | -------------- |
| Začetek: ni podatka |                |                |                |                |

| 29. april 1990 | ZDA | 4:1 | Norveška | Bern, Švica |

| Poročilo tekme      | Poročilo tekme | Poročilo tekme | Poročilo tekme | Poročilo tekme |
| ------------------- | -------------- | -------------- | -------------- | -------------- |
| Začetek: ni podatka |                |                |                |                |

| 1. maj 1990 | ZDA | 3:2 | Finska | Bern, Švica |

| Poročilo tekme      | Poročilo tekme | Poročilo tekme | Poročilo tekme | Poročilo tekme |
| ------------------- | -------------- | -------------- | -------------- | -------------- |
| Začetek: ni podatka |                |                |                |                |

| 1. maj 1990 | Zahodna Nemčija | 4:0 | Norveška | Bern, Švica |

| Poročilo tekme      | Poročilo tekme | Poročilo tekme | Poročilo tekme | Poročilo tekme |
| ------------------- | -------------- | -------------- | -------------- | -------------- |
| Začetek: ni podatka |                |                |                |                |

##### Lestvica
OT-odigrane tekme, z-zmage, n-neodločeni izidi, P-porazi, DG-doseženo goli, PG-prejeti goli, GR-gol razlika, T-točke.
| #  | Reprezentanca   | OT | Z | N | P | DG | PG | GR  | T  |
| -- | --------------- | -- | - | - | - | -- | -- | --- | -- |
| 5. | ZDA             | 10 | 6 | 0 | 4 | 35 | 43 | -8  | 12 |
| 6. | Finska          | 10 | 2 | 2 | 6 | 29 | 32 | -3  | 6  |
| 7. | Zahodna Nemčija | 10 | 1 | 1 | 8 | 19 | 42 | -23 | 3  |
| 8. | Norveška        | 10 | 1 | 1 | 8 | 21 | 61 | -40 | 3  |

- Norveška reprezentanca je izpadla v skupino B.

#### Boj za 1. do 4. mesto
| 28. april 1990 | Kanada | 2:3 | Češkoslovaška | Bern, Švica |

| Poročilo tekme      | Poročilo tekme | Poročilo tekme | Poročilo tekme | Poročilo tekme |
| ------------------- | -------------- | -------------- | -------------- | -------------- |
| Začetek: ni podatka |                |                |                |                |

| 28. april 1990 | Švedska | 0:3 | Sovjetska zveza | Bern, Švica |

| Poročilo tekme      | Poročilo tekme | Poročilo tekme | Poročilo tekme | Poročilo tekme |
| ------------------- | -------------- | -------------- | -------------- | -------------- |
| Začetek: ni podatka |                |                |                |                |

| 30. april 1990 | Švedska | 5:5 | Češkoslovaška | Bern, Švica |

| Poročilo tekme      | Poročilo tekme | Poročilo tekme | Poročilo tekme | Poročilo tekme |
| ------------------- | -------------- | -------------- | -------------- | -------------- |
| Začetek: ni podatka |                |                |                |                |

| 30. april 1990 | Kanada | 1:7 | Sovjetska zveza | Bern, Švica |

| Poročilo tekme      | Poročilo tekme | Poročilo tekme | Poročilo tekme | Poročilo tekme |
| ------------------- | -------------- | -------------- | -------------- | -------------- |
| Začetek: ni podatka |                |                |                |                |

| 2. maj 1990 | Sovjetska zveza | 5:0 | Češkoslovaška | Bern, Švica |

| Poročilo tekme      | Poročilo tekme | Poročilo tekme | Poročilo tekme | Poročilo tekme |
| ------------------- | -------------- | -------------- | -------------- | -------------- |
| Začetek: ni podatka |                |                |                |                |

| 2. maj 1990 | Kanada | 4:6 | Švedska | Bern, Švica |

| Poročilo tekme      | Poročilo tekme | Poročilo tekme | Poročilo tekme | Poročilo tekme |
| ------------------- | -------------- | -------------- | -------------- | -------------- |
| Začetek: ni podatka |                |                |                |                |

##### Lestvica
OT-odigrane tekme, z-zmage, n-neodločeni izidi, P-porazi, DG-doseženo goli, PG-prejeti goli, GR-gol razlika, T-točke.
| #  | Reprezentanca   | OT | Z | N | P | DG | PG | GR  | T |
| -- | --------------- | -- | - | - | - | -- | -- | --- | - |
| 1. | Sovjetska zveza | 3  | 3 | 0 | 0 | 15 | 1  | +14 | 6 |
| 2. | Švedska         | 3  | 1 | 1 | 1 | 11 | 12 | -1  | 3 |
| 3. | Češkoslovaška   | 3  | 1 | 1 | 1 | 8  | 12 | -4  | 3 |
| 4. | Kanada          | 3  | 0 | 0 | 3 | 7  | 16 | -9  | 0 |

### SP Skupine B
| 29. marec 1990 | Italija | 7:1 | Japonska | Lyon, Francija |

| Poročilo tekme      | Poročilo tekme | Poročilo tekme | Poročilo tekme | Poročilo tekme |
| ------------------- | -------------- | -------------- | -------------- | -------------- |
| Začetek: ni podatka |                |                |                |                |

| 29. marec 1990 | Poljska | 7:1 | Nizozemska | Megève, Francija |

| Poročilo tekme      | Poročilo tekme | Poročilo tekme | Poročilo tekme | Poročilo tekme |
| ------------------- | -------------- | -------------- | -------------- | -------------- |
| Začetek: ni podatka |                |                |                |                |

| 29. marec 1990 | Švica | 2:2 | Vzhodna Nemčija | Megève, Francija |

| Poročilo tekme      | Poročilo tekme | Poročilo tekme | Poročilo tekme | Poročilo tekme |
| ------------------- | -------------- | -------------- | -------------- | -------------- |
| Začetek: ni podatka |                |                |                |                |

| 29. marec 1990 | Francija | 4:3 | Avstrija | Lyon, Francija |

| Poročilo tekme      | Poročilo tekme | Poročilo tekme | Poročilo tekme | Poročilo tekme |
| ------------------- | -------------- | -------------- | -------------- | -------------- |
| Začetek: ni podatka |                |                |                |                |

| 30. marec 1990 | Švica | 6:1 | Nizozemska | Megève, Francija |

| Poročilo tekme      | Poročilo tekme | Poročilo tekme | Poročilo tekme | Poročilo tekme |
| ------------------- | -------------- | -------------- | -------------- | -------------- |
| Začetek: ni podatka |                |                |                |                |

| 31. marec 1990 | Francija | 3:2 | Vzhodna Nemčija | Lyon, Francija |

| Poročilo tekme      | Poročilo tekme | Poročilo tekme | Poročilo tekme | Poročilo tekme |
| ------------------- | -------------- | -------------- | -------------- | -------------- |
| Začetek: ni podatka |                |                |                |                |

| 31. marec 1990 | Italija | 3:3 | Avstrija | Lyon, Francija |

| Poročilo tekme      | Poročilo tekme | Poročilo tekme | Poročilo tekme | Poročilo tekme |
| ------------------- | -------------- | -------------- | -------------- | -------------- |
| Začetek: ni podatka |                |                |                |                |

| 31. marec 1990 | Poljska | 8:2 | Japonska | Megève, Francija |

| Poročilo tekme      | Poročilo tekme | Poročilo tekme | Poročilo tekme | Poročilo tekme |
| ------------------- | -------------- | -------------- | -------------- | -------------- |
| Začetek: ni podatka |                |                |                |                |

| 1. april 1990 | Francija | 4:2 | Nizozemska | Lyon, Francija |

| Poročilo tekme      | Poročilo tekme | Poročilo tekme | Poročilo tekme | Poročilo tekme |
| ------------------- | -------------- | -------------- | -------------- | -------------- |
| Začetek: ni podatka |                |                |                |                |

| 1. april 1990 | Italija | 6:3 | Vzhodna Nemčija | Lyon, Francija |

| Poročilo tekme      | Poročilo tekme | Poročilo tekme | Poročilo tekme | Poročilo tekme |
| ------------------- | -------------- | -------------- | -------------- | -------------- |
| Začetek: ni podatka |                |                |                |                |

| 1. april 1990 | Švica | 6:1 | Japonska | Megève, Francija |

| Poročilo tekme      | Poročilo tekme | Poročilo tekme | Poročilo tekme | Poročilo tekme |
| ------------------- | -------------- | -------------- | -------------- | -------------- |
| Začetek: ni podatka |                |                |                |                |

| 2. april 1990 | Poljska | 1:4 | Avstrija | Lyon, Francija |

| Poročilo tekme      | Poročilo tekme | Poročilo tekme | Poročilo tekme | Poročilo tekme |
| ------------------- | -------------- | -------------- | -------------- | -------------- |
| Začetek: ni podatka |                |                |                |                |

| 3. april 1990 | Italija | 8:3 | Nizozemska | Megève, Francija |

| Poročilo tekme      | Poročilo tekme | Poročilo tekme | Poročilo tekme | Poročilo tekme |
| ------------------- | -------------- | -------------- | -------------- | -------------- |
| Začetek: ni podatka |                |                |                |                |

| 3. april 1990 | Poljska | 1:1 | Vzhodna Nemčija | Lyon, Francija |

| Poročilo tekme      | Poročilo tekme | Poročilo tekme | Poročilo tekme | Poročilo tekme |
| ------------------- | -------------- | -------------- | -------------- | -------------- |
| Začetek: ni podatka |                |                |                |                |

| 3. april 1990 | Francija | 3:2 | Japonska | Megève, Francija |

| Poročilo tekme      | Poročilo tekme | Poročilo tekme | Poročilo tekme | Poročilo tekme |
| ------------------- | -------------- | -------------- | -------------- | -------------- |
| Začetek: ni podatka |                |                |                |                |

| 3. april 1990 | Švica | 2:2 | Avstrija | Lyon, Francija |

| Poročilo tekme      | Poročilo tekme | Poročilo tekme | Poročilo tekme | Poročilo tekme |
| ------------------- | -------------- | -------------- | -------------- | -------------- |
| Začetek: ni podatka |                |                |                |                |

| 5. april 1990 | Vzhodna Nemčija | 6:3 | Nizozemska | Lyon, Francija |

| Poročilo tekme      | Poročilo tekme | Poročilo tekme | Poročilo tekme | Poročilo tekme |
| ------------------- | -------------- | -------------- | -------------- | -------------- |
| Začetek: ni podatka |                |                |                |                |

| 5. april 1990 | Avstrija | 7:2 | Japonska | Lyon, Francija |

| Poročilo tekme      | Poročilo tekme | Poročilo tekme | Poročilo tekme | Poročilo tekme |
| ------------------- | -------------- | -------------- | -------------- | -------------- |
| Začetek: ni podatka |                |                |                |                |

| 5. april 1990 | Poljska | 3:5 | Švica | Megève, Francija |

| Poročilo tekme      | Poročilo tekme | Poročilo tekme | Poročilo tekme | Poročilo tekme |
| ------------------- | -------------- | -------------- | -------------- | -------------- |
| Začetek: ni podatka |                |                |                |                |

| 5. april 1990 | Francija | 1:4 | Italija | Megève, Francija |

| Poročilo tekme      | Poročilo tekme | Poročilo tekme | Poročilo tekme | Poročilo tekme |
| ------------------- | -------------- | -------------- | -------------- | -------------- |
| Začetek: ni podatka |                |                |                |                |

| 6. april 1990 | Avstrija | 8:0 | Nizozemska | Lyon, Francija |

| Poročilo tekme      | Poročilo tekme | Poročilo tekme | Poročilo tekme | Poročilo tekme |
| ------------------- | -------------- | -------------- | -------------- | -------------- |
| Začetek: ni podatka |                |                |                |                |

| 6. april 1990 | Vzhodna Nemčija | 6:1 | Japonska | Lyon, Francija |

| Poročilo tekme      | Poročilo tekme | Poročilo tekme | Poročilo tekme | Poročilo tekme |
| ------------------- | -------------- | -------------- | -------------- | -------------- |
| Začetek: ni podatka |                |                |                |                |

| 7. april 1990 | Švica | 5:4 | Italija | Megève, Francija |

| Poročilo tekme      | Poročilo tekme | Poročilo tekme | Poročilo tekme | Poročilo tekme |
| ------------------- | -------------- | -------------- | -------------- | -------------- |
| Začetek: ni podatka |                |                |                |                |

| 7. april 1990 | Francija | 3:3 | Poljska | Lyon, Francija |

| Poročilo tekme      | Poročilo tekme | Poročilo tekme | Poročilo tekme | Poročilo tekme |
| ------------------- | -------------- | -------------- | -------------- | -------------- |
| Začetek: ni podatka |                |                |                |                |

| 8. april 1990 | Avstrija | 3:2 | Vzhodna Nemčija | Megève, Francija |

| Poročilo tekme      | Poročilo tekme | Poročilo tekme | Poročilo tekme | Poročilo tekme |
| ------------------- | -------------- | -------------- | -------------- | -------------- |
| Začetek: ni podatka |                |                |                |                |

| 8. april 1990 | Japonska | 4:4 | Nizozemska | Lyon, Francija |

| Poročilo tekme      | Poročilo tekme | Poročilo tekme | Poročilo tekme | Poročilo tekme |
| ------------------- | -------------- | -------------- | -------------- | -------------- |
| Začetek: ni podatka |                |                |                |                |

| 8. april 1990 | Francija | 1:4 | Švica | Megève, Francija |

| Poročilo tekme      | Poročilo tekme | Poročilo tekme | Poročilo tekme | Poročilo tekme |
| ------------------- | -------------- | -------------- | -------------- | -------------- |
| Začetek: ni podatka |                |                |                |                |

| 8. april 1990 | Poljska | 2:9 | Italija | Megève, Francija |

| Poročilo tekme      | Poročilo tekme | Poročilo tekme | Poročilo tekme | Poročilo tekme |
| ------------------- | -------------- | -------------- | -------------- | -------------- |
| Začetek: ni podatka |                |                |                |                |

#### Lestvica
OT-odigrane tekme, z-zmage, n-neodločeni izidi, P-porazi, DG-doseženo goli, PG-prejeti goli, GR-gol razlika, T-točke.
| #  | Reprezentanca   | OT | Z | N | P | DG | PG | GR  | T  |
| -- | --------------- | -- | - | - | - | -- | -- | --- | -- |
| 9  | Švica           | 7  | 5 | 2 | 0 | 30 | 14 | +16 | 12 |
| 10 | Italija         | 7  | 5 | 1 | 1 | 41 | 18 | +23 | 11 |
| 11 | Avstrija        | 7  | 4 | 2 | 1 | 30 | 14 | +16 | 10 |
| 12 | Francija        | 7  | 4 | 1 | 2 | 19 | 20 | - 1 | 9  |
| 13 | Vzhodna Nemčija | 7  | 2 | 2 | 3 | 22 | 19 | + 3 | 6  |
| 14 | Poljska         | 7  | 2 | 2 | 3 | 25 | 25 | 0   | 6  |
| 15 | Japonska        | 7  | 0 | 1 | 6 | 13 | 41 | -28 | 1  |
| 16 | Nizozemska      | 7  | 0 | 1 | 6 | 14 | 43 | -29 | 1  |

- Švicarska reprezentanca se je uvrstila v skupino A.
- Vzhodnonemška reprezentanca je zaradi združitve Nemčije prenehala nastopati kot samostojna reprezentanca.

### SP Skupine C
| 28. marec 1990 | Kitajska | 2:3 | Bolgarija | Budimpešta, Madžarska |

| Poročilo tekme      | Poročilo tekme | Poročilo tekme | Poročilo tekme | Poročilo tekme |
| ------------------- | -------------- | -------------- | -------------- | -------------- |
| Začetek: ni podatka |                |                |                |                |

| 28. marec 1990 | Madžarska | 11:0 | Belgija | Budimpešta, Madžarska |

| Poročilo tekme      | Poročilo tekme | Poročilo tekme | Poročilo tekme | Poročilo tekme |
| ------------------- | -------------- | -------------- | -------------- | -------------- |
| Začetek: ni podatka |                |                |                |                |

| 28. marec 1990 | Jugoslavija | 4:2 | Južna Koreja | Budimpešta, Madžarska |

| Poročilo tekme      | Poročilo tekme | Poročilo tekme | Poročilo tekme | Poročilo tekme |
| ------------------- | -------------- | -------------- | -------------- | -------------- |
| Začetek: ni podatka |                |                |                |                |

| 29. marec 1990 | Danska | 15:1 | Belgija | Budimpešta, Madžarska |

| Poročilo tekme      | Poročilo tekme | Poročilo tekme | Poročilo tekme | Poročilo tekme |
| ------------------- | -------------- | -------------- | -------------- | -------------- |
| Začetek: ni podatka |                |                |                |                |

| 29. marec 1990 | Kitajska | 4:2 | Romunija | Budimpešta, Madžarska |

| Poročilo tekme      | Poročilo tekme | Poročilo tekme | Poročilo tekme | Poročilo tekme |
| ------------------- | -------------- | -------------- | -------------- | -------------- |
| Začetek: ni podatka |                |                |                |                |

| 29. marec 1990 | Bolgarija | 3:5 | Severna Koreja | Budimpešta, Madžarska |

| Poročilo tekme      | Poročilo tekme | Poročilo tekme | Poročilo tekme | Poročilo tekme |
| ------------------- | -------------- | -------------- | -------------- | -------------- |
| Začetek: ni podatka |                |                |                |                |

| 30. marec 1990 | Jugoslavija | 6:3 | Romunija | Budimpešta, Madžarska |

| Poročilo tekme      | Poročilo tekme | Poročilo tekme | Poročilo tekme | Poročilo tekme |
| ------------------- | -------------- | -------------- | -------------- | -------------- |
| Začetek: ni podatka |                |                |                |                |

| 30. marec 1990 | Madžarska | 10:2 | Južna Koreja | Budimpešta, Madžarska |

| Poročilo tekme      | Poročilo tekme | Poročilo tekme | Poročilo tekme | Poročilo tekme |
| ------------------- | -------------- | -------------- | -------------- | -------------- |
| Začetek: ni podatka |                |                |                |                |

| 30. marec 1990 | Danska | 8:0 | Severna Koreja | Budimpešta, Madžarska |

| Poročilo tekme      | Poročilo tekme | Poročilo tekme | Poročilo tekme | Poročilo tekme |
| ------------------- | -------------- | -------------- | -------------- | -------------- |
| Začetek: ni podatka |                |                |                |                |

| 31. marec 1990 | Madžarska | 2:3 | Kitajska | Budimpešta, Madžarska |

| Poročilo tekme      | Poročilo tekme | Poročilo tekme | Poročilo tekme | Poročilo tekme |
| ------------------- | -------------- | -------------- | -------------- | -------------- |
| Začetek: ni podatka |                |                |                |                |

| 31. marec 1990 | Jugoslavija | 6:3 | Bolgarija | Budimpešta, Madžarska |

| Poročilo tekme      | Poročilo tekme | Poročilo tekme | Poročilo tekme | Poročilo tekme |
| ------------------- | -------------- | -------------- | -------------- | -------------- |
| Začetek: ni podatka |                |                |                |                |

| 31. marec 1990 | Južna Koreja | 1:6 | Belgija | Budimpešta, Madžarska |

| Poročilo tekme      | Poročilo tekme | Poročilo tekme | Poročilo tekme | Poročilo tekme |
| ------------------- | -------------- | -------------- | -------------- | -------------- |
| Začetek: ni podatka |                |                |                |                |

| 1. april 1990 | Danska | 4:2 | Romunija | Budimpešta, Madžarska |

| Poročilo tekme      | Poročilo tekme | Poročilo tekme | Poročilo tekme | Poročilo tekme |
| ------------------- | -------------- | -------------- | -------------- | -------------- |
| Začetek: ni podatka |                |                |                |                |

| 1. april 1990 | Kitajska | 3:6 | Severna Koreja | Budimpešta, Madžarska |

| Poročilo tekme      | Poročilo tekme | Poročilo tekme | Poročilo tekme | Poročilo tekme |
| ------------------- | -------------- | -------------- | -------------- | -------------- |
| Začetek: ni podatka |                |                |                |                |

| 1. april 1990 | Bolgarija | 5:3 | Belgija | Budimpešta, Madžarska |

| Poročilo tekme      | Poročilo tekme | Poročilo tekme | Poročilo tekme | Poročilo tekme |
| ------------------- | -------------- | -------------- | -------------- | -------------- |
| Začetek: ni podatka |                |                |                |                |

| 2. april 1990 | Jugoslavija | 8:2 | Severna Koreja | Budimpešta, Madžarska |

| Poročilo tekme      | Poročilo tekme | Poročilo tekme | Poročilo tekme | Poročilo tekme |
| ------------------- | -------------- | -------------- | -------------- | -------------- |
| Začetek: ni podatka |                |                |                |                |

| 2. april 1990 | Danska | 10:1 | Južna Koreja | Budimpešta, Madžarska |

| Poročilo tekme      | Poročilo tekme | Poročilo tekme | Poročilo tekme | Poročilo tekme |
| ------------------- | -------------- | -------------- | -------------- | -------------- |
| Začetek: ni podatka |                |                |                |                |

| 2. april 1990 | Madžarska | 2:2 | Romunija | Budimpešta, Madžarska |

| Poročilo tekme      | Poročilo tekme | Poročilo tekme | Poročilo tekme | Poročilo tekme |
| ------------------- | -------------- | -------------- | -------------- | -------------- |
| Začetek: ni podatka |                |                |                |                |

| 3. april 1990 | Jugoslavija | 17:1 | Belgija | Budimpešta, Madžarska |

| Poročilo tekme      | Poročilo tekme | Poročilo tekme | Poročilo tekme | Poročilo tekme |
| ------------------- | -------------- | -------------- | -------------- | -------------- |
| Začetek: ni podatka |                |                |                |                |

| 3. april 1990 | Kitajska | 10:3 | Južna Koreja | Budimpešta, Madžarska |

| Poročilo tekme      | Poročilo tekme | Poročilo tekme | Poročilo tekme | Poročilo tekme |
| ------------------- | -------------- | -------------- | -------------- | -------------- |
| Začetek: ni podatka |                |                |                |                |

| 3. april 1990 | Madžarska | 3:5 | Bolgarija | Budimpešta, Madžarska |

| Poročilo tekme      | Poročilo tekme | Poročilo tekme | Poročilo tekme | Poročilo tekme |
| ------------------- | -------------- | -------------- | -------------- | -------------- |
| Začetek: ni podatka |                |                |                |                |

| 4. april 1990 | Severna Koreja | 3:0 | Belgija | Budimpešta, Madžarska |

| Poročilo tekme      | Poročilo tekme | Poročilo tekme | Poročilo tekme | Poročilo tekme |
| ------------------- | -------------- | -------------- | -------------- | -------------- |
| Začetek: ni podatka |                |                |                |                |

| 4. april 1990 | Bolgarija | 2:7 | Romunija | Budimpešta, Madžarska |

| Poročilo tekme      | Poročilo tekme | Poročilo tekme | Poročilo tekme | Poročilo tekme |
| ------------------- | -------------- | -------------- | -------------- | -------------- |
| Začetek: ni podatka |                |                |                |                |

| 4. april 1990 | Danska | 6:1 | Kitajska | Budimpešta, Madžarska |

| Poročilo tekme      | Poročilo tekme | Poročilo tekme | Poročilo tekme | Poročilo tekme |
| ------------------- | -------------- | -------------- | -------------- | -------------- |
| Začetek: ni podatka |                |                |                |                |

| 5. april 1990 | Južna Koreja | 4:6 | Romunija | Budimpešta, Madžarska |

| Poročilo tekme      | Poročilo tekme | Poročilo tekme | Poročilo tekme | Poročilo tekme |
| ------------------- | -------------- | -------------- | -------------- | -------------- |
| Začetek: ni podatka |                |                |                |                |

| 5. april 1990 | Madžarska | 2:4 | Severna Koreja | Budimpešta, Madžarska |

| Poročilo tekme      | Poročilo tekme | Poročilo tekme | Poročilo tekme | Poročilo tekme |
| ------------------- | -------------- | -------------- | -------------- | -------------- |
| Začetek: ni podatka |                |                |                |                |

| 5. april 1990 | Jugoslavija | 5:1 | Danska | Budimpešta, Madžarska |

| Poročilo tekme      | Poročilo tekme | Poročilo tekme | Poročilo tekme | Poročilo tekme |
| ------------------- | -------------- | -------------- | -------------- | -------------- |
| Začetek: ni podatka |                |                |                |                |

| 6. april 1990 | Bolgarija | 8:5 | Južna Koreja | Budimpešta, Madžarska |

| Poročilo tekme      | Poročilo tekme | Poročilo tekme | Poročilo tekme | Poročilo tekme |
| ------------------- | -------------- | -------------- | -------------- | -------------- |
| Začetek: ni podatka |                |                |                |                |

| 6. april 1990 | Madžarska | 1:8 | Jugoslavija | Budimpešta, Madžarska |

| Poročilo tekme      | Poročilo tekme | Poročilo tekme | Poročilo tekme | Poročilo tekme |
| ------------------- | -------------- | -------------- | -------------- | -------------- |
| Začetek: ni podatka |                |                |                |                |

| 6. april 1990 | Kitajska | 8:4 | Bolgarija | Budimpešta, Madžarska |

| Poročilo tekme      | Poročilo tekme | Poročilo tekme | Poročilo tekme | Poročilo tekme |
| ------------------- | -------------- | -------------- | -------------- | -------------- |
| Začetek: ni podatka |                |                |                |                |

| 7. april 1990 | Severna Koreja | 4:7 | ' Romunija | Budimpešta, Madžarska |

| Poročilo tekme      | Poročilo tekme | Poročilo tekme | Poročilo tekme | Poročilo tekme |
| ------------------- | -------------- | -------------- | -------------- | -------------- |
| Začetek: ni podatka |                |                |                |                |

| 7. april 1990 | Danska | 7:2 | Bolgarija | Budimpešta, Madžarska |

| Poročilo tekme      | Poročilo tekme | Poročilo tekme | Poročilo tekme | Poročilo tekme |
| ------------------- | -------------- | -------------- | -------------- | -------------- |
| Začetek: ni podatka |                |                |                |                |

| 8. april 1990 | Severna Koreja | 3:4 | Južna Koreja | Budimpešta, Madžarska |

| Poročilo tekme      | Poročilo tekme | Poročilo tekme | Poročilo tekme | Poročilo tekme |
| ------------------- | -------------- | -------------- | -------------- | -------------- |
| Začetek: ni podatka |                |                |                |                |

| 8. april 1990 | Romunija | 7:1 | Belgija | Budimpešta, Madžarska |

| Poročilo tekme      | Poročilo tekme | Poročilo tekme | Poročilo tekme | Poročilo tekme |
| ------------------- | -------------- | -------------- | -------------- | -------------- |
| Začetek: ni podatka |                |                |                |                |

| 8. april 1990 | Jugoslavija | 3:3 | Kitajska | Budimpešta, Madžarska |

| Poročilo tekme      | Poročilo tekme | Poročilo tekme | Poročilo tekme | Poročilo tekme |
| ------------------- | -------------- | -------------- | -------------- | -------------- |
| Začetek: ni podatka |                |                |                |                |

| 8. april 1990 | Madžarska | 2:4 | Danska | Budimpešta, Madžarska |

| Poročilo tekme      | Poročilo tekme | Poročilo tekme | Poročilo tekme | Poročilo tekme |
| ------------------- | -------------- | -------------- | -------------- | -------------- |
| Začetek: ni podatka |                |                |                |                |

#### Lestvica
OT-odigrane tekme, z-zmage, n-neodločeni izidi, P-porazi, DG-doseženo goli, PG-prejeti goli, GR-gol razlika, T-točke.
| #  | Reprezentanca  | OT | Z | N | P | DG | PG | GR  | T  |
| -- | -------------- | -- | - | - | - | -- | -- | --- | -- |
| 17 | Jugoslavija    | 8  | 7 | 1 | 0 | 57 | 16 | +41 | 15 |
| 18 | Danska         | 8  | 7 | 0 | 1 | 55 | 14 | +41 | 14 |
| 19 | Kitajska       | 8  | 4 | 1 | 3 | 34 | 29 | + 5 | 9  |
| 20 | Romunija       | 8  | 4 | 1 | 3 | 36 | 27 | + 9 | 9  |
| 21 | Severna Koreja | 8  | 4 | 0 | 4 | 27 | 35 | - 8 | 8  |
| 22 | Bolgarija      | 8  | 4 | 0 | 4 | 31 | 38 | - 7 | 8  |
| 23 | Madžarska      | 8  | 2 | 1 | 5 | 33 | 28 | + 5 | 5  |
| 24 | Belgija        | 8  | 1 | 0 | 7 | 16 | 67 | -51 | 2  |
| 25 | Južna Koreja   | 8  | 1 | 0 | 7 | 22 | 57 | -35 | 2  |

- Jugoslovanska reprezentanca se je uvrstila v skupino B.

### SP Skupine D
| 20. marec 1990 | Avstralija | 2:2 | Španija | Cardiff, Wales |

| Poročilo tekme      | Poročilo tekme | Poročilo tekme | Poročilo tekme | Poročilo tekme |
| ------------------- | -------------- | -------------- | -------------- | -------------- |
| Začetek: ni podatka |                |                |                |                |

| 21. marec 1990 | Združeno kraljestvo | 14:0 | Avstralija | Cardiff, Wales |

| Poročilo tekme      | Poročilo tekme | Poročilo tekme | Poročilo tekme | Poročilo tekme |
| ------------------- | -------------- | -------------- | -------------- | -------------- |
| Začetek: ni podatka |                |                |                |                |

| 22. marec 1990 | Združeno kraljestvo | 13:1 | Španija | Cardiff, Wales |

| Poročilo tekme      | Poročilo tekme | Poročilo tekme | Poročilo tekme | Poročilo tekme |
| ------------------- | -------------- | -------------- | -------------- | -------------- |
| Začetek: ni podatka |                |                |                |                |

| 23. marec 1990 | Avstralija | 5:5 | Španija | Cardiff, Wales |

| Poročilo tekme      | Poročilo tekme | Poročilo tekme | Poročilo tekme | Poročilo tekme |
| ------------------- | -------------- | -------------- | -------------- | -------------- |
| Začetek: ni podatka |                |                |                |                |

| 24. marec 1990 | Združeno kraljestvo | 13:3 | Avstralija | Cardiff, Wales |

| Poročilo tekme      | Poročilo tekme | Poročilo tekme | Poročilo tekme | Poročilo tekme |
| ------------------- | -------------- | -------------- | -------------- | -------------- |
| Začetek: ni podatka |                |                |                |                |

| 25. marec 1990 | Združeno kraljestvo | 17:7 | Španija | Cardiff, Wales |

| Poročilo tekme      | Poročilo tekme | Poročilo tekme | Poročilo tekme | Poročilo tekme |
| ------------------- | -------------- | -------------- | -------------- | -------------- |
| Začetek: ni podatka |                |                |                |                |

#### Lestvica
OT-odigrane tekme, z-zmage, n-neodločeni izidi, P-porazi, DG-doseženo goli, PG-prejeti goli, GR-gol razlika, T-točke.
| #  | Reprezentanca       | OT | Z | N | P | DG | PG | GR  | T |
| -- | ------------------- | -- | - | - | - | -- | -- | --- | - |
| 26 | Združeno kraljestvo | 4  | 4 | 0 | 0 | 57 | 7  | +50 | 8 |
| 27 | Avstralija          | 4  | 0 | 2 | 2 | 10 | 34 | -24 | 2 |
| 28 | Španija             | 4  | 0 | 2 | 2 | 11 | 37 | -26 | 2 |

- Britanska reprezentanca se je uvrstila v skupino C.

## Končni vrstni red
1. Sovjetska zveza
2. Švedska
3. Češkoslovaška
4. Kanada
5. ZDA
6. Finska
7. Zahodna Nemčija
8. Norveška
9. Švica
10. Italija
11. Avstrija
12. Francija
13. Vzhodna Nemčija
14. Poljska
15. Japonska
16. Nizozemska
17. Jugoslavija
18. Danska
19. Kitajska
20. Romunija
21. Severna Koreja
22. Bolgarija
23. Madžarska
24. Belgija
25. Južna Koreja
26. Združeno kraljestvo
27. Avstralija
28. Španija